# Aéroport international de Tachkent
L'aéroport international de Tachkent (Yuzhniy) (en ouzbek : Toshkent Xalqaro Aeroporti (Janubiy), en russe : Международный Аэропорт Ташкента (Южный)) (code IATA : TAS • code OACI : UTTT) est le principal aéroport ouzbek, et le plus grand en Asie centrale. Il dessert la capitale ouzbek Tachkent. Il se situe à une douzaine de kilomètres de son centre.
L'aéroport accueille chaque année 2 millions de passagers.
Il dispose de 2 terminaux : un pour les vols intérieurs et l'autre pour les vols internationaux.

## Situation
| Andijan Boukhara Ferghana Karchi Namangan Navoï Noukous Samarcande Tachkent Termez Ourguentch Zarafshan |

## Statistiques
Pour des raisons techniques, il est temporairement impossible d'afficher le graphique qui aurait dû être présenté ici.

Voir la requête brute et les sources sur Wikidata.

## Compagnies et destinations

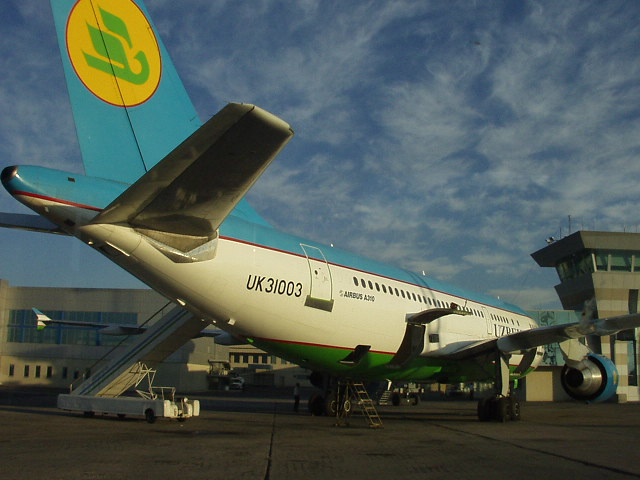
La compagnie Uzbekistan Airways constitue la majorité des vols de l'aéroport

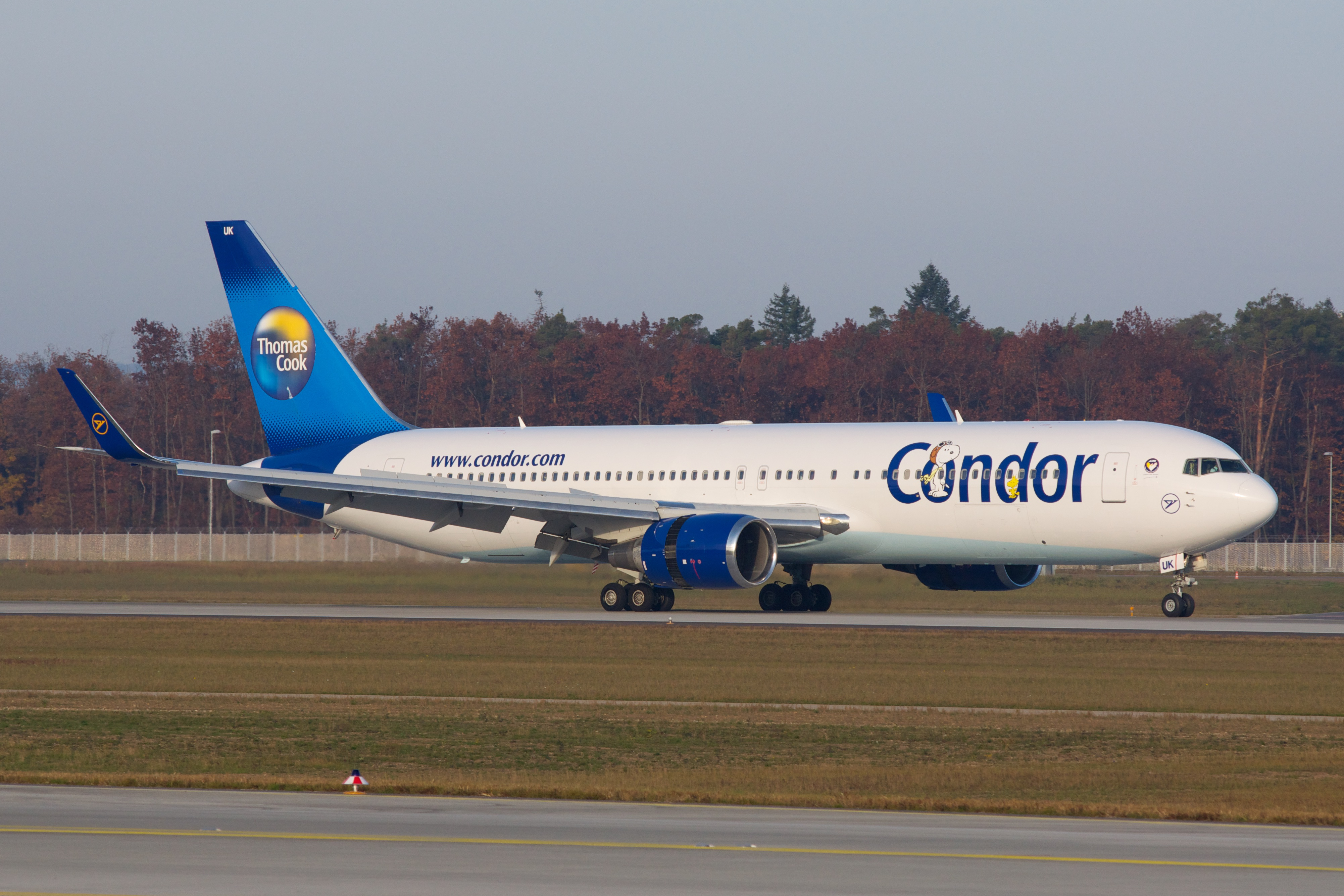
Condor Flugdienst nouvelle route de FRA - TAS

### Passagers
| Compagnies              | Destinations |
| ----------------------- | --- |
| Aeroflot                | Moscou Chérémétiévo, Saint-Pétersbourg-Poulkovo |
| Air Arabia              | Charjah |
| Air Astana              | Almaty, Noursoultan |
| Air Cairo               | Charm el-Cheikh |
| AJet                    | Ankara Esenboğa |
| Asiana Airlines         | Séoul-Incheon |
| Azimuth                 | Mineralniye Vody |
| Azerbaijan Airlines     | Bakou-H. Aliyev |
| Batik Air Malaysia      | Kuala Lumpur |
| Belavia                 | Minsk |
| Centrum Air             | Batoumi-A. Kartveli, Djerba-Zarzis, Dubaï, Tbilissi-C. Roustavéli, Ourguentch |
| China Southern Airlines | Pékin-Daxing, Ürümqi-Diwopu |
| FlyArystan              | Noursoultan |
| flydubai                | Dubaï |
| flynas                  | Djerba-Zarzis, Riyad-roi Khaled |
| IndiGo                  | Delhi-Indira Gandhi |
| Jazeera Airways         | En saison: Koweït |
| Kam Air                 | Kaboul |
| Loong Air               | Chengdu-Tianfu, Xi'an-Xianyang |
| LOT Polish Airlines     | Varsovie-Chopin |
| Nile Air                | En saison charter: Charm el-Cheikh |
| Pobeda                  | Moscou-Vnoukovo |
| Qanot Sharq             | - Budapest-Ferenc Liszt, - Cam Ranh, - Charm el-Cheikh, - Ferghana, - Istanbul, - Milan-Malpensa, - Moscou-Domodédovo, - Prague-Václav-Havel, - Samarcande, - Séoul-Incheon, - Tel Aviv - Ben Gourion En saison: Bourgas, Kalamata, Larnaca, Phuket En saison charter: Phú Quốc |
| Qatar Airways           | Doha-Hamad |
| Qeshm Air               | Téhéran-Imam-Khomeini |
| Red Wings Airlines      | Kazan, Macon (Middle Georgia) (en), Samara-Kouroumotch |
| Rossiya Airlines        | Krasnoïarsk-Iémélianovo |
| S7 Airlines             | Novossibirsk-Tolmatchevo |
| Silk Avia               | - Boukhara, - Ferghana, - Kokand, - Karchi, - Namangan (en), - Navoï (en), - Ourguentch, - Samarcande, - Termez (en), - Zaamin En saison: Ysyk-Köl |
| Somon Air               | Douchanbé |
| TezJet                  | Bichkek Manas |
| Turkish Airlines        | Istanbul |
| Ural Airlines           | Iékaterinbourg-Koltsovo, Krasnoïarsk-Iémélianovo, Moscou-Joukovski, Sotchi-Adler |
| Utair                   | Oufa, Moscou-Vnoukovo, Sourgout, Tioumen-Roshchino |
| UVT Aero                | Kazan |
| Uzbekistan Airways      | - Almaty, - Andijan, - Ankara Esenboğa, - Antalya, - Bangkok-Suvarnabhumi, - Batoumi-A. Kartveli, - Bichkek Manas, - Bombay-Chhatrapati-Shivaji, - Boukhara, - Cam Ranh, - Delhi-Indira Gandhi, - Chongqing-Jiangbei, - Djeddah - Roi-Abdelaziz, - Dubaï, - Douchanbé, - Ferghana, - Francfort, - Grozny, - Hurghada, - Iékaterinbourg-Koltsovo, - Istanbul, - Karchi, - Kazan, - Khabarovsk, - Kuala Lumpur, - Lahore-Allama Iqbal, - Londres-Gatwick, - Londres-Heathrow, - Médine-Prince M. Bin Abdulaziz, - Milan-Malpensa, - Mineralniye Vody, - Minsk, - Moscou-Domodédovo, - Moscou-Vnoukovo, - Munich-F. J. Strauß, - Namangan (en), - New York-John F. Kennedy, - Nijnevartovsk (en), - Noursoultan, - Novossibirsk-Tolmatchevo, - Noukous (en), - Oufa, - Ourguentch, - Paris-Charles de Gaulle, - Pékin-Capitale, - Riga, - Rome Léonard-de-Vinci/Fiumicino, - Saint-Pétersbourg-Poulkovo, - Samarcande, - Séoul-Incheon, - Charjah, - Sotchi-Adler, - Tbilissi-C. Roustavéli, - Tel Aviv - Ben Gourion, - Termez (en), - Tokyo-Narita, - Ürümqi-Diwopu, - Zaamin En saison: Charm el-Cheikh, Malé Velana, Phuket, Phú Quốc En saison charter: Bourgas |
| Wizz Air                | Abou Dabi |
| World2Fly               | En saison charter: Madrid-Barajas |
| Zagros Airlines         | Téhéran-Imam-Khomeini |

Édité le 03/05/2019  Actualisé le 26/08/2024

### Cargo
| Compagnies                       | Destinations                       |
| -------------------------------- | ---------------------------------- |
| DHL Aviation opéré par AeroLogic | Leipzig/Halle                      |
| Lufthansa Cargo                  | Almaty, Chongqing, Canton          |
| Silk Way Airlines                | Bakou                              |
| Turkish Airlines Cargo           | Delhi, Hong Kong, Istanbul-Atatürk |